# Jana Schneeweisová
Jana Schneeweisová (* 9. dubna 1940 Příbram) je česká klavíristka a hudební pedagožka.

## Život
Nar. r. 1940 v Příbrami, dcera hudeb. skladatele prof. Jana Schneeweise, žáka J.B. Foerstera  na Mistr. škole Pražské konzervatoře, absolventa Karlovy Univerzity v oboru moderní filologie, hudební estetiky a vědy u Ot. Zicha.
V Berouně maturovala na gymnáziu r. 1957. Zároveň studovala soukromě klavírní hru v Praze od 11 do 19 let u prof. Ilony Štěpánové-Kurzové, harmonii u Vl. Sommera a J. Ceremugy. Tam  rostla pod uměleckou záštitou Václava Talicha. Vysokou školu múzických umění v Bratislavě absolvovala u prof. R. Macudziňského Klavírním koncertem A. Dvořáka se Slovenskou filharmonií za dir. Dr. L. Rajtera a recitálem r.1963.

## Koncertní a pedagogická činnost
Po vysokoškolském studiu zůstala na Slovensku, kde učila na konzervatoři v Košicích klavírní hru a rozvíjela koncertní činnost. Studovala, uváděla a nahrávala slovenské autory: J. Cikkera (Concertino s orchestrem), Eug. Suchoně, A. Očenáše, D. Kardoše., J. Hatríka, J. Letňana, T. Hirnera, R. Macudziňského ad.
V roce 1966 se představila na Přehlídce koncert. umění v Košicích (rozhlas. záznam). Od r. 1968 prof. klavíru na Konzervatoři v Ostravě, pak na Pedagog. fakultě OU učila klavír a harmonizaci doprovodů lidových písní. Vystupovala sólově, s Moravskou, Janáčkovou a Gottwaldovskou filharmonií (dnes B. Martinů) a při různých příležitostech (často na promocích). Doprovázela L. Domanínskou, E. Hakena, Mil. Ostatnickou, bulh. houslistu I. Popova, violistu Lad. Černého, J. Jokla, K. Högera, E. Křenka, M. Lemáriovou ad.
Český rozhlas Ostrava ve spolupráci s Ragtime records vydal audiokazetu a CD "Z písňové a klavírní tvorby J. Schneeweise, J. Hanuše, M. Ravela, S. Prokofjeva". Odborníci oceňovali na jejím přednesu hloubku muzikálního prožitku a tónovou barevnost.
V letech 1970 a 1971 byla vyslána Pragokoncertem nahrát s basistou Dr. K. Zehem Slovanský písňový repertoár v Innsbrucku pro rádio Österreich I. (hodnotili písemně muzikální projev s výbornou technikou a obohacení rakouského rozhlasu).
Často uváděla díla J.B. Foerstera a jeho žáků (svět. premiéru Zimních písní J. Hanuše a premiéry svého otce) a oblíbený klasický repertoár ve Foerstrově společnosti v Praze. Byla členkou SJBF a Dvořákovy společnosti. Za propagaci čes. soudobých skladatelů (J. Hanuše, M. Klegy, J. Schneeweise, J. Plavce, O. Jeremiáše, V. Trojana, J. Pauera, Z. Blažka ad.) obdržela od ČHF čest. uznání. Spolupracovala s mnohými pěv. sbory, dir. V. Klímovou a L. Pivovarským, s VPS PF na turné v Polsku a klavírní recitál r. 1972. Absolvovala kurzy klavír. hry u prof. Pavla Štěpána a R. Kvapila, improvizační u Petra Ebena a výuku lid. písní u Duš. Jurkoviče v Bechyni a Litomyšli.
Od roku 1987 ze zdravotních důvodů nevystupuje.  

## Nahrávky
V českém, slovenském a rakouském rozhlasu: Prokofjev, Rachmaninov, Hanuš, Čajkovskij, Ravel, Klega, Jeremiáš, Schneeweis (mj. cyklus Berounské motivy k poctě V.Talicha), Trojan, Blažek, Pauer, Jan Zach (konc. pro cembalo, violu a orch.), Očenáš (Plušť), Kardoš, Letňan, Vladigerov, Tartini, ad.
- Rádio Österreich I: " Das schöne Lied" - Martinů, Janáček, Musorgskij, Chopin, Glinka r. 1970 a 1971.

- A. Dvořák, klavírní koncert g moll op. 33. z veřejného koncertu r. 1963 v Bratislavě